# Moranopteris nana
Moranopteris nana är en stensöteväxtart som först beskrevs av Fée, och fick sitt nu gällande namn av R.Y.Hirai och Jefferson Prado. Moranopteris nana ingår i släktet Moranopteris och familjen Polypodiaceae. Inga underarter finns listade.